# 詹姆斯昂·科里
詹姆斯昂·科里（英語：JamesOn Curry，1986年1月7日—），美国NBA联盟的职业篮球运动员。他在2007年的NBA选秀中第2轮第21顺位被芝加哥公牛选中。
2010年1月25日於波士頓花園廣場，在洛杉磯快艇對上波士頓塞爾提克的比賽中，以快艇隊替補球員身份上場3.9秒。是NBA史上個人生涯出賽總時間最短的球員。